# Томас Голл
Томас Голл  (англ. Thomas Hall, 21 лютого 1982) — канадський веслувальник, олімпійський медаліст.

## Виступи на Олімпіадах
| Олімпіада  | Дисципліна                  | Місце |
| ---------- | --------------------------- | ----- |
| Пекін 2008 | каное-одиночка, 1000 метрів | 3     |